# Phạm Tuân
Phạm Tuân er en vietnamesisk kamppilot og Astronaut.
1. ↑  Navnet er anført på bokmål og stammer fra Wikidata hvor navnet endnu ikke findes på dansk.